# Liste der Geotope im Landkreis Wittmund
Die Liste der Geotope im Landkreis Wittmund nennt die Geotope im Landkreis Wittmund in Niedersachsen. Einige dieser Geotope stehen zugleich als Naturdenkmal (ND), Landschaftsschutzgebiet (LSG), Naturschutzgebiet (NSG) oder Teil von diesen unter Schutz.
| Geotop-Nr. | Bezeichnung                      | Ort                                                                             | Bemerkung | Koordinaten                     | Bild           |
| ---------- | -------------------------------- | ------------------------------------------------------------------------------- | --- | ------------------------------- | -------------- |
| 2210/01    | NSG "Flinthörn"                  | Südwestteil der Insel Langeoog.                                                 | Geotoptyp: Insel-Anlandung. Größe 150 ha. Naturschutzgebiet NSG-AU 16. | 53° 43′ 34,5″ N, 7° 28′ 25,5″ O | weitere Bilder |
| 2410/01    | Moorsee "Ewiges Meer"            | im Grenzbereich der Landkreise Wittmund und Aurich bei der Ortschaft Eversmeer. | Geotoptyp: See, Hochmoor. Form: oval mit Ausbuchtungen. Länge 1600 m, Breite 800 m. Mit 88,7 ha Wasserfläche der größte Hochmoorsee Deutschlands. Etwa auf 8,5 m über NN. Umgrenzt von einem ausgedehnten Komplex ungenutzter Moorflächen, die noch das eigentliche Hochmoorprofil zeigen und zusammen mit dem Gewässer das 1.180 ha umfassende Naturschutzgebietes NSG "Ewiges Meer und Umgebung" bilden. | 53° 32′ 44,2″ N, 7° 25′ 54,1″ O | weitere Bilder |
| 2513/03    | Grundmoränensee "Schwarzes Meer" | in der Gemarkung Marx, Gemeinde Friedeburg.                                     | Geotoptyp: See. Fläche 15,0 ha. Naturschutzgebiet NSG-WE 121 "Grundmoränensee Schwarzes Meer". | 53° 24′ 45″ N, 7° 53′ 10,9″ O   |                |